# Old Harbour House

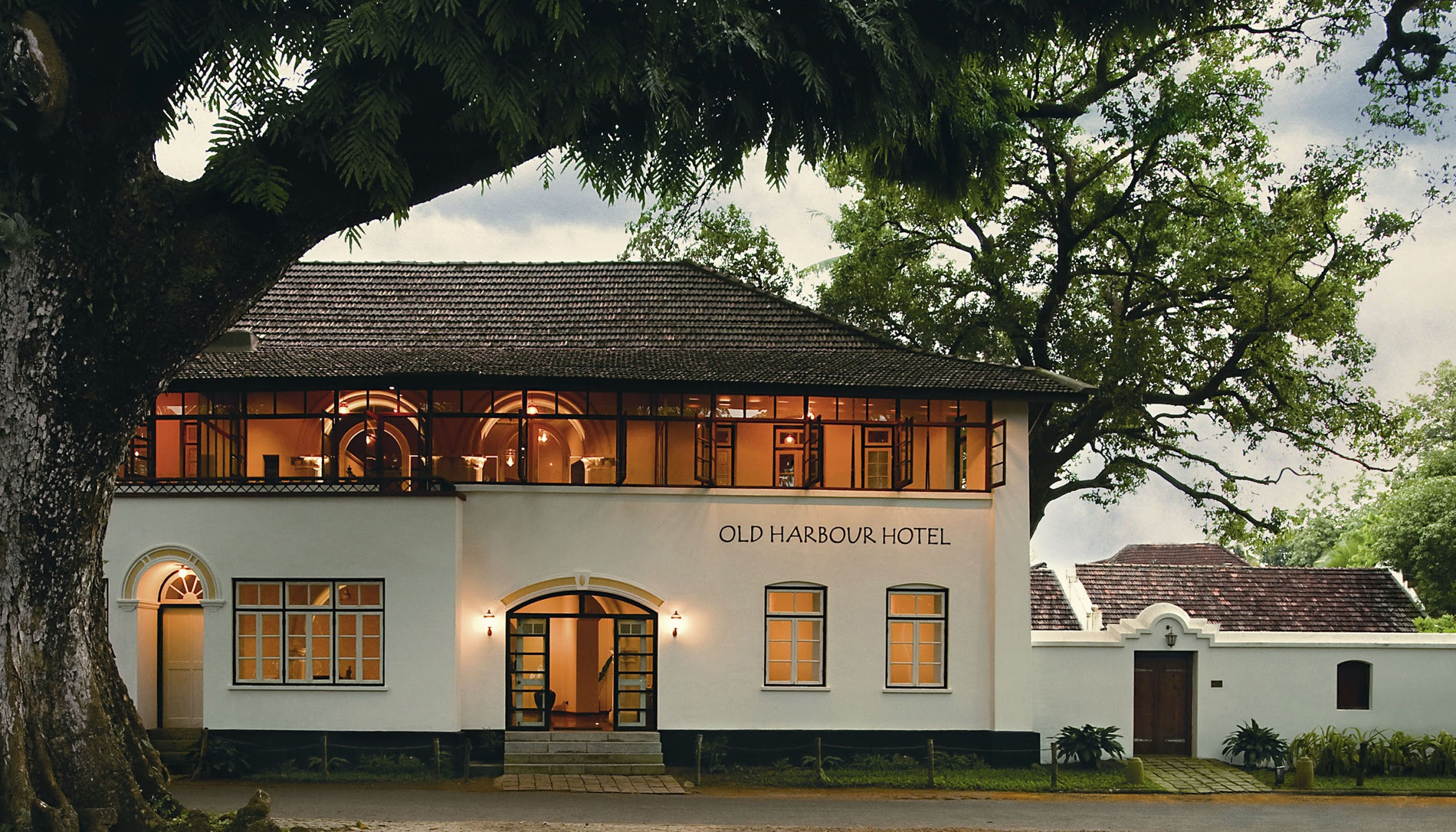
Old Harbour Hotel (2006)

Old Harbour House ist ein Gebäude im Zentrum von Fort Kochi, einem Stadtteil von Kochi im Distrikt Ernakulam im Bundesstaat Kerala (Indien). Es wurde in der portugiesischen Kolonialzeit erbaut, im 17. Jahrhundert von den Holländern fast vollständig neu errichtet und später von den Engländern modifiziert.
Im Jahre 2006 wurde es vom deutschen Architekten Karl Damschen aufwändig und sorgfältig mit vielen Bezügen zur kolonialen Herkunft restauriert. Heute beherbergt das Gebäude das Boutique-Hotel Old Harbour Hotel.

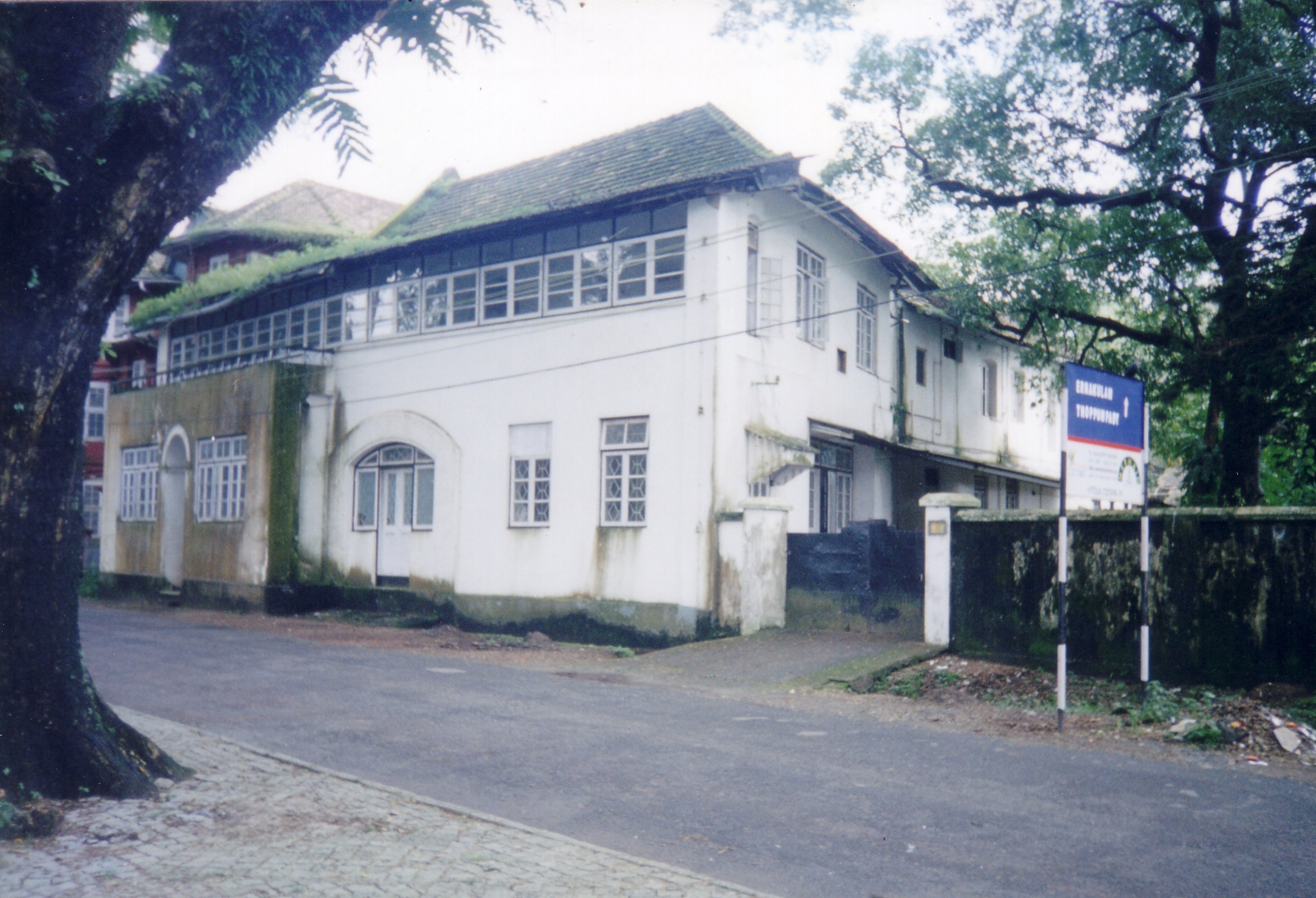
Old Harbour House vor der Renovierung

## Weblink
- Old Harbour Hotel